# Karnevalsmuseum Eschweiler
Das Karnevalsmuseum Eschweiler ist ein im Stadtteil Dürwiß der rheinischen Stadt Eschweiler gelegenes Museum zum Thema Karneval. Die zu der westrheinischen Städteregion Aachen gehörige Stadt Eschweiler ist eine Karnevalshochburg mit über zwanzig Karnevalsvereinen und einem der größten Rosenmontagszüge Deutschlands.

## Geschichte
Das Museum besteht seit Mitte der 2000er Jahre und pflegt die Traditionen der regionalen Karnevalsvereine. Seinen heutigen Standort, eine von der Stadt zur Verfügung gestellte Hausmeisterwohnung einer stillgelegten Backwarenfabrik, bezog es nach fünf Jahren Umbau durch Vereinsangehörige am 3. Juli 2011. Früher befand sich die Sammlung im Eschweiler Heimatmuseum im Drimbornshof.
Träger ist der Förderverein Karnevalsmuseum Eschweiler e. V. 2007, der am 15. März 2007 gegründet wurde und zurzeit 200 Mitglieder zählt, darunter auch die meisten Eschweiler Karnevalsvereine und Spielmannszüge als institutionelle Mitglieder. Dem Vorstand gehören als geborene Mitglieder der Präsident des Karnevals-Komitees der Stadt Eschweiler sowie der Eschweiler Bürgermeister an.

## Exponate
Im Museum befinden sich Exponate des Eschweiler Karnevals und Stolberger Karnevals, unter anderem rund 4.000 Karnevalsorden, dazu Uniformen, Fahnen und Archivalien aus der mehr als 150-jährigen Eschweiler Karnevalsgeschichte. Das Museum ist jeden ersten und dritten Samstag im Monat sowie nach Vereinbarung für Besucher geöffnet. Der Eintritt ist frei.